# Crash Bandicoot 4: It's About Time
Crash Bandicoot 4: It's About Time (Crash Bandicoot 4: Ja era hora) és un videojoc de plataformes, dissenyat per Toys for Bob i publicat per Activision. El videojoc és la vuitena entrega de la sèrie Crash Bandicoot, seqüela de Crash Bandicoot N. Sane Trilogy i que pren lloc després dels esdeveniments de Crash Bandicoot 3: Warped. La història del joc segueix Crash Bandicoot i la seva germana Coco, ajudats pel seu antic enemic Dingodile i una contrapart d'una dimensió alternativa de l'antiga núvia de Crash, Tawna, mentre recuperen les totpoderoses màscares quàntiques en un intent per prevenir el Doctor Neo Cortex i el Doctor Nefarious Tropy d'esclavitzar el multivers.
El videojoc afegeix nous elements a la jugabilitat tradicional de la sèrie, inclòs l'ús de poders proporcionats per les màscares quàntiques, que poden alterar els nivells i proporcionar mitjans per travessar o superar obstacles. També inclou modes de joc addicionals per rejugar nivells i la capacitat de controlar cinc personatges en el joc, tres dels quals, Tawna, Dingodile i Cortex, tenen la seva pròpia jugabilitat i nivells únics.
Crash Bandicoot 4: It's About Time es va llançar per a PlayStation 4 i Xbox One el 2 d'octubre de 2020, i les versions per a PlayStation 5, Xbox Series X/S i Nintendo Switch el 12 de març de 2021. Va haver un llançament per a Windows més endavant en 2021.6 El videojoc va rebre ressenyes generalment favorables dels crítics i es va considerar un retorn a la forma de la franquícia, amb elogis dirigits als seus gràfics i estil visual, així com a la seva combinació de mecàniques de joc originals i establertes.